# Pseudopomyza brevicaudata
Pseudopomyza brevicaudata är en tvåvingeart som först beskrevs av Harrison 1964.  Pseudopomyza brevicaudata ingår i släktet Pseudopomyza och familjen Cypselosomatidae. Inga underarter finns listade i Catalogue of Life.